# Viktor Pimushin
Viktor Pimushin (en ruso: Виктор Юрьевич Пимушин; Óblast de Moscú, RSFS de Rusia; 29 de abril de 1955 – 9 de junio de 2025) fue un futbolista ruso que jugó en la posición de delantero.

## Equipos
| Periodo   | Club                       |
| --------- | -------------------------- |
| 1977–1978 | FC Spartak Kostroma        |
| 1978      | FC Spartak-2 Moscow        |
| 1979      | FC Spartak Kostroma        |
| 1979–1980 | FC Torpedo Moscow          |
| 1981–1985 | FC Fakel Voronezh          |
| 1986–1988 | FC Kuzbass Kemerovo        |
| 1988–1989 | FC Fakel Voronezh          |
| 1990      | FC Kuzbass Kemerovo        |
| 1991–1992 | FC Kolkheti Khobi          |
| 1992      | FC Fakel Voronezh          |
| 1992–1993 | FC Pesch                   |
| 1993      | FC Baltika Kaliningrad     |
| 1994      | FC Torgmash Lyubertsy      |
| 1995      | FC Krasnogvardeyets Moscow |

## Logros
- Goleador de la Primera Liga Soviética en 1987.[2]